# Julien Sermet
Jules Marie Elzéar Sermet, dit Julien Sermet, né le 24 février 1855 à Nice (alors province de Nice du royaume de Sardaigne) et mort le 1er septembre 1906 à Paris 17e, est un journaliste, romancier et auteur dramatique français.

## Biographie
Fils de médecin, élève du Conservatoire de Paris (1874), il devient dès l'année suivante journaliste au Tintamarre puis au Rappel (1876) d'Auguste Vacquerie où il s'occupe des actualités, des comptes rendus de réunions publiques et de la gazette du turf et des sports.
En 1877, il fonde avec son frère, Mario, le Paris-Revue et est chargé en 1879 de la critique d'art et du feuilleton musical du Journal à un sou de Tony Révillon. Secrétaire de Camille Pelletan, il passe avec lui à La Justice en 1880 comme critique du lendemain des spectacles. En 1886 il passe au Télégraphe et écrit dans de nombreux journaux. Il publie aussi de nombreux feuilletons dans L'Intransigeant.
Critique dramatique au Petit Parisien, il devient en 1897 Inspecteur des théâtres au Ministère des Beaux-Arts.
On lui doit quelques chansons sur des paroles, entre autres, de lui-même ou de Jules Jouy et des musiques de Victor Herpin, Edmond Missa, Félicien Vargues, Léopold Wenzel etc. ainsi que des pièces qui ont été représentées au Théâtre Déjazet, à la Scala...

## Œuvre
Théâtre
- 1881 : Cherchez le Kroumir !, revue en 2 actes, avec Victor Meusy, musique de Jacques Roques, au Concert de la Scala (13 décembre)
- 1884 : Ki-ki-ri-ki, japoniaiserie en 1 acte, mêlée de chant, avec Louis Battaille, au Concert de la Scala (25 septembre)
- 1884 : Le Perroquet gris, opérette en un acte, musique de André Méris, au Concert de la Scala (16 mars)
- 1884 : Dans le mille !, revue fantaisiste de l'année, en trois tableaux, avec Louis Battaille, musique de Victor Herpin, au Concert de la Scala (24 décembre)
- 1885 : Les Lapins de Grelu, vaudeville-opérette en 1 acte, avec Eugène Fraumont, musique d'Albert Petit, au Concert de la Scala (10 décembre)
- 1886 : La Revue incohérente, fantaisie en un tableau et un prologue, avec Louis Battaille, au Concert de la Scala (17 décembre)
- 1887 : Les P'tits Lapins, opérette en 1 acte, avec Louis Battaille, musique d’Albert Petit, au Concert de l'Horloge (18 juin)
- 1887 : C'est ta poire !, revue, avec Louis Battaille, au Concert de la Scala (18 décembre)
- 1888 : La Princesse Babouche, fantaisie hindoue en 1 acte, avec Louis Battaille, musique de Tac-Coen, au Concert de la Scala (16 avril)
- 1888 : Tout autour de la Tour, revue en 1 acte, avec Louis Battaille, musique d'Alfred Patusset, au Concert de la Scala (21 novembre)
- 1888 : Revue classique, revue en 1 acte, à l'Éden-Concert (1er décembre)
- 1890 : L'Avant-garde de la 32e, pantomime en 1 acte, avec Louis Battaille, musique d'Alfred Patusset, au Concert de la Scala (25 mars)
- 1890 : La Cage à Coco, pantomime en 1 acte, avec Louis Battaille, à l'Eldorado (3 mai)
- 1890 : Le Rosier de Théodule, opérette en 1 acte, avec Louis Mullem, musique de Léopold Gangloff, au Concert Européen (26 septembre)
- 1890 : Bob et son pion, vaudeville en 1 acte, avec Louis Battaille, musique d'Alfred Patusset, au Concert de la Scala (4 octobre)
- 1890 : La Belle Opération, comédie en 1 acte, au théâtre des Menus-Plaisirs (25 novembre)
- 1891 : Lohengrin II, ou Lohengrin à l'Eldorado, parodie en 1 acte de l'opéra de Richard Wagner, avec Henri Boucherat, musique d'Alfred Patusset, au Concert de l'Eldorado (13 novembre)
- 1891 : Les Paris de Paris, revue en 1 acte, avec Louis Battaille, musique d'Alfred Patusset, au Concert de la Scala (7 janvier)
- 1891 : Le Délégué, comédie en 1 acte, avec Gaston Desolesse[2], au théâtre Déjazet (21 août)
- 1892 : La Princesse Nangara, opéra-comique en 3 actes, avec Louis Battaille, musique d’Edmond Missa, au Grand-Théâtre de Reims (12 mars)
- 1892 : Blagsonn and C°, fantaisie acrobatique en 1 acte, avec Arthur Verneuil et Paul Meyan, musique d'Alfred Patusset, au Concert de la Scala (2 avril)
- 1892 : Mon camarade, opérette en 1 acte, avec Louis Battaille, musique d'Alfred Patusset, au Concert de la Scala (12 novembre)
- 1893 : Russes et Français, à-propos patriotique à grand spectacle, musique de Félicien Vargues, au Concert de la Scala (13 octobre)
- 1895 : Les Pilules d'or, opérette en 1 acte, avec Louis Mullem, musique de Paul Monteux-Brisac, au Concert de la Cigale (17 mai)
- 1896 : Allons voter, vaudeville-opérette en 2 actes, avec Auguste Giry, à l'Alcazar de Marseille (18 septembre)
- 1897 : Le Mariage de Chérubin, opéra-comique en 1 acte, musique d'Edmond Missa (annoncé mais non représenté)
- 1899 : Douceur et Violence, comédie en 1 acte, au Grand-Théâtre du Havre (21 décembre)
- 1902 : La Dinde, vaudeville-opérette en 2 actes, avec Auguste Giry, musique d'Achille Porinelly, à Ba-Ta-Clan (8 mars).

Chansons
- 1883 : Vin rose, chanson à boire, musique de Léopold Wenzel
- 1883 : Les Bêtises de Jeannot, chansonnette, musique d'André Méris
- 1883 : Sous le regard des étoiles !, barcarolle, musique de Charles Hubans
- 1884 : Ah ! Mince !, monologue, avec Jules Jouy, musique de François Wohanka
- 1885 : Bonjour, Avril !, chanson, avec Ernest Lévy, musique de Victor Herpin
- 1885 : La Bouchée de pain, strophes, avec Louis Battaille, musique de Victor Herpin
- 1885 : Soleil d'orient !, mazurka chantée, musique de Léopold Wenzel
- 1886 : Le Muscat !, chanson tyrolienne, musique d'Albert Petit
- 1891 : Le Drapeau qui passe !, marche, musique d'Edmond Missa
- 1895 : Je bois du vin de France, chanson, musique de Félicien Vargues.

Littérature
- 1881 : Muse moderne, poésies, Paris, librairie Paul Ollendorff, 1 volume in-16
- 1887 : Une cabotine, roman
- 1897 : Les Courtes Joies, poésies, Paris, Joubert éditeur, couverture originale de Toulouse-Lautrec
- 1900 : Le Baiser suprême, Paris, H. Simonis Empis éditeur
- 1901 : La Voilette bleue, Paris, H. Simonis Empis éditeur
- 1905 : Petit Gros, homme de joie, roman, Paris, Lamm éditeur.

Varia
- 1888 : Au Mont Saint-Michel. Guide nouveau dans l'abbaye, la ville, les remparts et le musée, Paris, Mourlon éditeur, 1 volume in-12.

## Distinctions
- Officier d'Académie (arrêté du ministre de l'Instruction publique et des Beaux-Arts du 31 décembre 1889)[3].
- Officier de l'Instruction publique (arrêté du ministre de l'Instruction publique, des Beaux-arts et des Cultes du 5 janvier 1896)[4].
- Chevalier de la Légion d'honneur (décret du 5 janvier 1904 du ministre de l'Intérieur et des Cultes). Parrain : son frère le journaliste Mario Sermet, chevalier de la Légion d'Honneur en 1898, officier en 1907 et commandeur en 1931[5].